# Kanaalbos
Het Kanaalbos is een natuurgebied in de tot de West-Vlaamse gemeente Harelbeke behorende plaats Stasegem.
Het bos, dat minder dan 10 ha omvat. werd aangelegd in 1974 en bevindt zich langs het Kanaal Bossuit-Kortrijk, dicht bij de autosnelweg E17. Het kleinschalig bos, gelegen in de verstedelijkte omgeving van Stasegem , ontstond na het verbreden van het kanaal. Het wordt beheerd door Natuurpunt.
Het gebied bestaat uit een westelijk, parkachtig gedeelte en in het oosten een ruig gedeelte dat niet toegankelijk is. Het bos werd beplant met populier, wilg en zomereik. Aan de randen werd eenstijlige meidoorn en sleedoorn geplant. Sindsdien heeft men het gebied spontaan laten verjongen. De bosranden herbergen veel broedvogels en vleermuizen.
Naast bos vindt men ook enkele open velden.
Het geheel is verbonden met het (weinige) open veld dat in deze dichtbevolkte streek nog rest, en met het domein De Gavers.